# Никола Жутић
Никола Жутић (Штикада, 1927 — ?) био је учесник Народноослободилачке борбе и генерал-мајор авијације-пилот ЈНА.

## Биографија
Рођен је 1927. године у селу Штикада, код Грачаца, у Лици, где је завршио основну школу. Пре Другог светског рата био је ђак гимназије, да би након завршетка шест разреда ступио у Народноослободилачку борбу. Члан Савеза комунистичке омладине Југославије (СКОЈ) је био од 1942. године, а Комунистичке партије Југославије (КПЈ) од 1944. године.
После рата послат у на даље школовање у Ваздухопловну академију у Совјетски Савез, из које се враћа почетком педесетих година. Након повратака са школовања, одређен је на прве дужности у новоформирани Ваздухопловно-транспортни пук Југословенског ратног ваздухопловства, 1956. године. Прве три године био је резервни пилот у саставу те јединице. Након преобуке 1958. године, заједно са шведским пилотима инструкторима, одређен је на помоћне задатке. Већ 1959. године, као ваздухопловни мајор, први пут превозио Врховног команданта Јосипа Броза Тита. Током каријере прошао је све дужности у дотичној јединици. Био је командир ескадриле и пилот на авиону Даглас DC-6 у чину ваздухопловног потпуковника. Као командант пука у чину ваздухопловног пуковника, пилотирао је на авионима Иљушин Ил-18 и Каравела SE-210. Када је пук којим је командовао уздигнут у ранг бригаде, 1975. године,   унапређен је у чин ваздухопловног генерал-мајора. Тада му је додељен нови и последњи авион Боинг 727-200, којим ће превозити председника Тита до његове смрти 1980. године. Активна војна служба му се завршила 1982. године. Био је једни генерал у историји ЈНА, који је превозио председника Републике.
Одликован је бројним југословенским одликовањима, међу којима су — Орден народне армије са ловоровим венцем, Орден за војне заслуге са великом звездом, Орден заслуга за народ са сребрним зрацима, Орден братства и јединства са сребрним венцем, Орден народне армије са златном звездом, Орден за храброст, Орден заслуга за народ са сребрном звездом, Орден народне армије са сребрном звездом и Орден за војне заслуге са сребрним мачевима.